# Castello di Savuto
Das Castello di Savuto, auch Castello Sabuci, wird auch Guardiano del fiume (dt.: Wächter des Flusses) genannt. Es ist eine Burgruine aus dem 13. Jahrhundert in Savuto, einem Ortsteil von Cleto in der italienischen Region Kalabrien. Sie liegt in der Via dei Martiri 16 Marzo, 26.

## Geschichte und Beschreibung

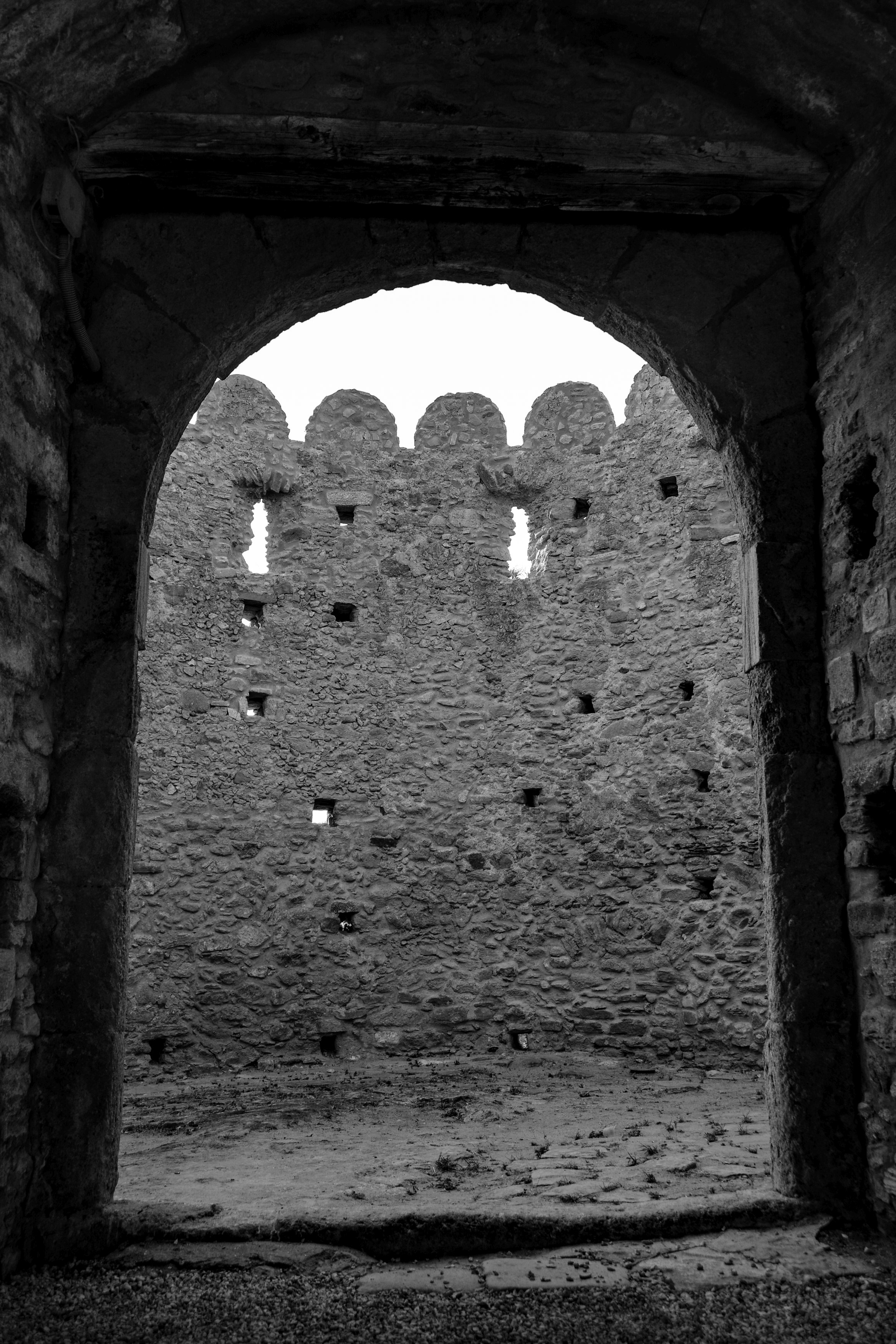
Eingang zum Castello di Savuto

Die 2014 teilweise gesicherte und restaurierte Burgruine hat einen Rundbogeneingang. Gekennzeichnet ist sie durch ihre Innenhöfe und ihren Waffenplatz, sowie durch ihre Aussichtspunkte, ihre Innenräume und ihre Türme. Auf einer Wand im Eingang findet sich eine Inschrift, die dort Eliodora Sabiase, die Gattin von Ascanio Arnone (königlicher Schatzmeister von Calabria Citra) im 16. Jahrhundert anbringen ließ.
Heute ist die Burgruine öffentlich zugänglich und an bestimmten Tagen und zu bestimmten Uhrzeiten besuchbar. Sie fungiert als Naturtheater für kulturelle Veranstaltungen, wie Theater- und Musikaufführungen, wird aber auch für Hochzeiten und private Veranstaltungen genutzt.